# ГЕС Vĩnh Sơn
ГЕС Vĩnh Sơn — гідроелектростанція у центральній частині В'єтнаму. Знаходячись перед ГЕС Vinh Son 5 (28 МВт), становить верхній ступінь в каскаді у сточищі річки Kôn, яка впадає у Південнокитайське море біля міста Куїньон.
У межах проєкту створили два водосховища на потоках Daksegnan та Dakphan, які нижче від гребель зливаються та впадають праворуч до Kôn. Земляна споруда висотою 37 метрів та довжиною 300 метрів утримує розташований дещо вище резервуар В з об'ємом 108 млн м3 (корисний об'єм 98 млн м3), в якому припустиме коливання рівня поверхні між позначками 810 та 828 метрів НРМ. При цьому дамба висотою 34,5 метра та довжиною 60 метрів контролює сідловину, через яку та прокладений далі канал ресурс скидається в долину Dakphan. На останній за допомогою земляної греблі висотою 35 метрів та довжиною 410 метрів створене водосховище А з об'ємом 147 млн м3 (корисний об'єм 123 млн м3), де можливе коливання рівня поверхні між позначками 767 та 780 метрів НРМ.
На східній стороні сховища А у сідловині зведена дамба висотою 35 метрів та довжиною 191 метр з облаштованим у ній водозабором. Звідси прокладено трубопровід довжиною 0,8 км, який сполучений із запобіжним балансувальним резервуаром баштового типу висотою 50 метрів з діаметром від 5 до 7,5 метра. Далі ресурс потрапляє у напірний водовід довжиною 1,9 км із діаметром 2,5 метра, що спускається по схилу до машинного залу, спорудженого на правому березі Kôn.
Основне обладнання станції становлять дві турбіни типу Пелтон потужністю по 33 МВт, які використовують перепад великий перепад висот — рівень нижнього б'єфу знаходиться на позначці 151 метр НРМ. На момент введення в експлуатацію в 1994 році ці гідроагрегати забезпечували виробництво 230 млн кВт·год електроенергії на рік. У 2005-му у верхів'ї річки Ба (впадає до Південнокитайського моря південніше за устя  Kôn, біля міста Туйхоа) за допомогою земляної греблі висотою 44 метри та довжиною 370 метрів спорудили резервуару С. Перекидання з нього ресурсу дозволило наростити виробітку до 313 млн кВт·год.